# Waltharius
O Waltharius é um poema épico, escrito em latim mas fundado na tradição popular alemã, a respeito das façanhas do herói gótico Guálter da Aquitânia.

## História
Nosso conhecimento do autor, Ecardo, monge da Abadia de São Galo na Suíça, deve-se a um Ecardo posterior, conhecido como Ecardo IV (m. 1060), que o menciona no Casus Sancti Galli (cap. 80). O relato de Ecardo IV é muito discutido entre os estudiosos e parece ser confirmado por outro monge, Herimano (c. 1075), que cita o verso 51 do Waltharius. Segundo Ecardo IV, o poema foi escrito pelo Ecardo anterior, geralmente distinguido como Ecardo I, a pedido de Geraldo, que era seu mestre em seu tempo de escola. Isso dataria o poema o mais tardar em 920, já que ele provavelmente já não era jovem quando se tornou diácono (encarregado de dez monges), em 957. Ele morreu em 973.
O Waltharius foi dedicado por Geraldo a Ercambaldo, bispo de Estrasburgo (fl. 965-991), mas seus manuscritos estavam em circulação antes dessa época. Ecardo IV afirmou que corrigiu o latim do poema, cujos germanismos ofenderam seu patrono, Aribão, arcebispo de Mainz. O poema provavelmente foi baseado em canções épicas agora perdidas.

## Argumento
Gualtário (Waltharius) era filho de Alfer, governante da Aquitânia, que no século V, quando a lenda se desenvolveu, era o centro do Reino Visigótico. Quando Átila invadiu o oeste, os príncipes ocidentais são representados como não oferecendo resistência. Eles compraram a paz oferecendo tributo e reféns. O rei Gibico, aqui descrito como um rei franco, deu como refém Hagano (da raça troiana, mas não um membro da casa real, como na Canção dos Nibelungos) no lugar de seu filho Guntário; o rei da Borgonha, Heririco, deu sua filha Hildegunda; e Alfer deu seu filho Gualtário.
Hagano e Gualtário se tornaram irmãos de armas, lutando à frente dos exércitos de Átila, enquanto Hildegunda foi encarregado do tesouro da rainha. Guntário sucedeu seu pai e se recusou a prestar homenagem aos hunos, após o que Hagano fugiu da corte de Átila. Gualtário e Hildegunda, que haviam sido prometidos na infância, também escaparam durante uma festa dos hunos, levando consigo um grande tesouro. Eles foram reconhecidos em Worms, no entanto, onde o tesouro excitou a cupidez de Guntário. Levando consigo doze cavaleiros, entre os quais o relutante Hagano, ele os perseguiu e os alcançou em Wasgenstein, nas montanhas dos Vosges. Gualtário enfrentou os cavaleiros um de cada vez, até que todos foram mortos, exceto Hagano, que se manteve distante da batalha, e foi convencido por Guntário a atacar seu camarada de armas no segundo dia. Ele atraiu Gualtário da posição forte do dia anterior, e Guntário e Hagano atacaram ao mesmo tempo. Todos os três estavam incapacitados, mas suas feridas foram atadas por Hildegunda.

## Comentário
A parte principal da história é uma série de combates únicos. Incoerências ocasionais indicam que provavelmente muitas mudanças tenham sido introduzidas no texto. A Þiðrekssaga (caps. 241-244) torna a história mais provável, representando os perseguidores como hunos. Há razões para acreditar que Hagano era originalmente o pai de Hildegunda, e que o conto é uma variante da Saga de Hilda, conforme contado no Skáldskaparmál. Hildr, filha do rei Hǫgni, foi levada por Heðinn, filho de Hjarrandi. A luta entre as forças de pai e amante só cessava ao pôr do sol, a ser renovada no dia seguinte, pois a cada noite Hildr ressuscitava os mortos por seus encantamentos. Isso foi interpretado como uma forma do antigo mito da luta diária entre luz e escuridão.
As músicas cantadas por Hildegunda em Waltharius, durante as vigílias noturnas, provavelmente eram encantamentos. Esta opinião é reforçada pelo fato de que, em uma versão polonesa, diz-se que o olhar de Helgunda inspirou os combatentes com nova força. Hildegunda não reteve nada da ferocidade de Hilda, mas o fragmento do Waldere anglo-saxão mostra mais do espírito original. Em Waltharius, Hildegunda aconselha Gualtário a voar; em Waldere, ela o exorta ao combate.
Um dos estudos mais extensos do poema é de Dennis M. Kratz, que argumenta que o poema faz uso sofisticado de alusões às suas fontes clássicas, a fim de satirizar a ética heroica de seus protagonistas.

## Manuscritos
- Gemblours MS (Bruxelas)
- Hirschau MS (Karlsruhe)
- Regensburg MS (Estugarda)
- Epternach MS (Paris)
- Salzburg MS (Viena)
- Metlach MS (Tréveris)
- Fragmento de Engelberga

Existem dois fragmentos de uma versão em inglês antigo do século IX, conhecida como Waldere, composta por quinze linhas cada, descoberta em 1860, e que foi editada por George Stephens.